# Jovan Delić
Jovan Delić (serbisch-kyrillisch Јован Делић; * 4. Oktober 1949 in Borkovići) ist der Chefredakteur der Publikation Sammelband für Literatur und Sprache (serbisch Зборник Матице српске за књижевност и језик Zbornik Matice srpske za kjiževnost i jezik) der Matica srpska.
Die Volksschule besuchte Jovan Delić in der Piva-Region (in den Dörfern Bojkovići, Goransko, Plužine und Milkovac), das Gymnasium absolvierte er in Nikšić. Danach studierte er von 1967 bis 1971 Literatur und Literaturgeschichte an der Philologischen Fakultät der Universität Belgrad, wo er 1971 die Diplomprüfung ablegte, 1983 das Magisterstudium beendete und 1996 promovierte. 
Er publizierte in russischer, ukrainischer, deutscher und französischer Sprache. 
Vom Dezember 1972 bis Juni 1998 war Delić Lehrbeauftragter an der Philologischen Fakultät der Universität Novi Sad. Seit 1998 hat er eine außerordentliche Professur für moderne serbische Literatur an der Belgrader Philologischen Fakultät inne. Von 1986 bis 1991 war er Lektor an Georg-August-Universität in Göttingen und an mehreren deutschen Universitäten als Gastprofessor tätig.
Seit 1985 ist er ständiges Mitglied in der Matica srpska, als Mitarbeiter ist er für diese serbische Wissenschafts- und Kulturinstitution seit 1995 tätig. Seit 1999 ist er auch Mitglied des Verwaltungsausschusses. Im Jahr 2000 wurde er zum Chefredakteur der Publikation „Sammelband für Literatur und Sprache“  der Matica srpska bestellt.

## Werke
Jovan Delić hat 450 Schriften zu literaturwissenschaftlichen Themen veröffentlicht und folgende Bücher:
- Kritičarevi paradoksi („Das Paradoxon des Kritikers“), Novi Sad, Hrsg. Matica srpska, 1980.
- Srpski nadrealizam i roman („Serbischer Surrealismus im Roman“), Belgrad, Hrsg. Srpska književna zadruga, 1980.
- Pjesnik 'patetike uma'  - o pjesništvu Pavla Popovića („Der Dichter der ‚Pathetik des Verstandes‘ - über die Lyrik von Pavle Popović“), Novi Sad, Hrsg. Dnevnik, 1983.
- Tradicija i Vuk Stef. Karadžić („Die Tradition und Vuk Stef. Karadžić“), Belgrad, Hrsg. BIGZ, 1990.
- Hazarska prizma, tumačenje proze Milorada Pavića („Das Chasarische Prisma – Deutung der Prosa von Milorad Pavić“), Belgrad, Hrsg. Prosveta, Dosije; Titograd, Oktoih; Gornji Milanovac, Dečje novine, 1991.
- Književni pogledi Danila Kiša, ka poetici Kišove proze („Literarische Sichtweisen Danilo Kišs im Hinblick auf die Poetik seiner Prosa“), Belgrad, Hrsg. Prosveta, 1995.
- Kroz prozu Danila Kiša, ka poetici Kišove proze II („Von der Prosa Danilo Kišs zur Poetik seiner Prosa Teil II“), Belgrad, Hrsg. BIGZ, 1997.